# Monasterio de Banjska
Monasterio de Banjska (en serbio: Манастир Бањска, Manastir Banjska; en albanés: Manastiri i Banjës) es un monasterio ortodoxo serbio en la aldea de Banjska, cerca de Zvečan en el norte de Kosovo.
El monasterio, junto con la iglesia de San Esteban, fue construido entre 1313 y 1317 y fue establecido por el rey serbio Stefan Uroš II Milutin, uno de los gobernantes más poderosos de los Balcanes en la época y uno de los gobernantes más poderosos de toda la dinastía de Nemanjić.
San Esteban, casi totalmente destruido, se convirtió en mezquita en el siglo XIX, sirviendo como tal hasta la Primera Guerra Mundial. La primera actividad de conservación tuvo lugar en 1939, y de nuevo en in 1990, cuando la iglesia fue reconstruida en parte. El Monasterio de Banjska fue declarado Monumento Cultural de excepcional importancia en 1990, y se encuentra protegido por la República de Serbia.